# Eisenspitze
Die Eisenspitze ist ein 2859 m ü. A. hoher Berg in den Lechtaler Alpen im österreichischen Bundesland Tirol. Sie ist ein sehr dominanter Berg mit einer über 750 Meter hohen Südflanke und einem ausgeprägten felsigen Westgrat. 

## Umgebung und Geologie
Die Eisenspitze liegt gut fünf Kilometer Luftlinie nordöstlich von Flirsch im Stanzer Tal. Benachbarte Gipfel sind im Osten der Dawinkopf (2968 m) und im Nordwesten, jenseits der Parseierscharte der Grießmuttekopf mit 2807 Metern Höhe. Im Süden liegt das Stanzer Tal. Neben einem Bergbau auf Eisen, Mangan, Gold, Quecksilber und Blei, wurde auch die Brekzie der Eisenspitze als Werkstein bis in 2800 Metern Höhe abgebaut. Diese Brekzien entstanden durch untermeerische Bergstürze zur Zeit des Urozeans Tethys im geologischen System des Jura vor etwa 200 Millionen Jahren.

## Stützpunkte und Routen zur Besteigung
Touristisch zuerst bestiegen wurde die Eisenspitze am 15. August 1886 durch den Memminger Lehrer Anton Spiehler und den Nürnberger E. Brandt von Pians aus über die Dawinalpe und weiter über den Südostgrat zum Gipfel. Geführt wurden sie von einem Reich aus Quadratsch. Als Stützpunkt für eine Besteigung dient heute die Ansbacher Hütte auf 2376 Metern Höhe. Sie ist von Flirsch aus in gut 3 Stunden zu erreichen. Der Weg zur Parseierspitze führt in gut fünf Stunden über den Augsburger Höhenweg zunächst nordöstlich über das Winterjöchl (2528 m), dann südöstlich zum Südwestgrat des Grießmuttekopfs, zu einer Biwakschachtel (Roland-Ritter-Biwak) auf 2608 Metern Höhe. An der Parseierscharte (2604 m ü. A.) verläuft der Weg in südlicher Richtung durch steilen Schutt und schrofiges Gelände über den Westlichen Eisenkopf und schmalen Graten auf den Gipfel der Eisenspitze. Stellenweise muss im II. UIAA-Grad geklettert werden. Von der Parseierscharte zum Gipfel dauert die Tour laut Literatur etwa eine Stunde. Voraussetzungen sind Trittsicherheit, Schwindelfreiheit und gute Wetterverhältnisse.